# Sword of Vengeance
Sword of Vengeance (en serbi: Mač osvete) és una pel·lícula d'acció de drama històric britànico-sèrbia del 2014 dirigida per Jim Weedon, el seu primer llargmetratge, i protagonitzada per Stanley Weber, Annabelle Wallis i Ed Skrein. Les seqüències d'acció de Weedon, i l'aspecte general de la pel·lícula, es van inspirar en pel·lícules de samurais. Tot i que les seqüències d'acció i l'actuació de Weber van ser raonablement ben rebudes per la crítica, la majoria va considerar que el diàleg i la història general de la pel·lícula eren inferiors, amb l'advertència que els aficionats al gènere ho apreciarien molt més.

## Sinopsi
Al Nord d'Anglaterra, cap al 1089,uns vint anys després del genocida "Harrowing" (del massacre del Nord ordenat per Guillem el Conqueridor per sufocar una sèrie de rebel·lions), un antic esclau i príncep normand ha pres el nom de Shadow Walker (Stanley Weber) en tornar a les antigues terres del seu pare. Allà el comte Durant (Karel Roden) governa com a dèspota amb els seus fills igualment cruels Lord Artus (Gianni Giardinelli) i Lord Romain (Edward Akrout).
Shadow Walker fa causa comuna i reuneix una gran banda de grangers anglosaxons rebels exiliats liderats per Anna (Annabelle Wallis).
Durant és el seu oncle traïdor, que va assassinar el seu propi germà i va usurpar el poder del comte, el dret de naixement del seu nebot. D'una manera o altra, la qüestió es decidirà a través de la batalla.

## Repartiment

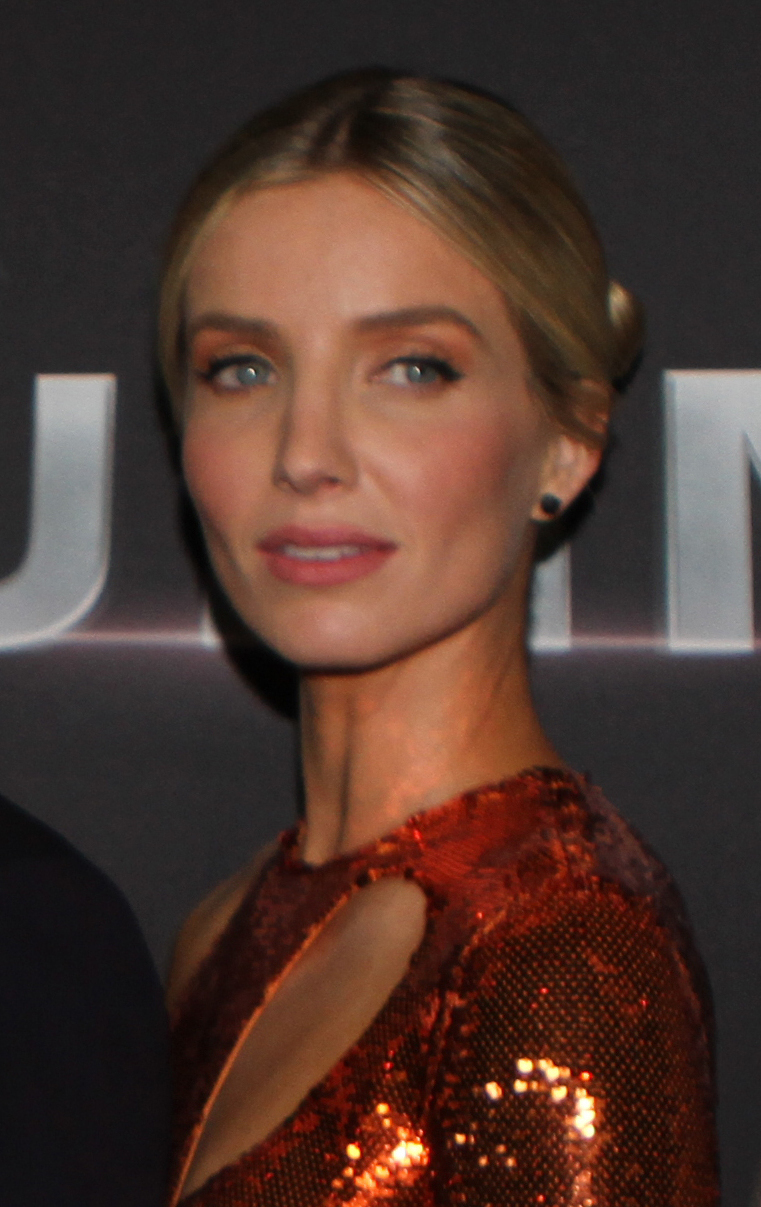
Annabelle Wallis el 2017

- Stanley Weber com Shadow Walker
- Annabelle Wallis com a Anna
- Ed Skrein com a Treden
- Dave Legeno com a Osgar
- Karel Roden com Durant
- Edward Akrout com a Romain
- Gianni Giardinelli com a Artus
- Peter J. Chaffey com a Lucan
- Nenad Pecinar com a Kenway
- Milica Jevtic com a Udela
- Misa Beric com a mariner
- Vid Krkeljic com a Wann
- Vahidin Prelic com a Pestilence

## Gènere i influències
Sword of Vengeance està influenciada per les pel·lícules de samurais, els westerns de Hollywood i els spaghetti western que van evolucionar a partir d'elles.El director Jim Weedon ha estat un fan de l'estil chambara des de la infància: "Estava intrigat amb la idea de crear un món medieval que s'assegués tonalment dins d'aquest estil. Immediatament vam donar a la pel·lícula un aspecte i un estil molt distints i inesperats." La influència de chambara és evident a la coreografia de les baralles d'espases:
| « | Sovint quan es veuen lluites d'espases medievals es tornen particularment tedioses, maldestres i avorrides. mentre que les pel·lícules de samurais amb les seves espases més curtes s'alenteixen a... aspectes molt més ràpids i orientats a l'acció en qualsevol seqüència de lluita donada... Buscava constantment matances ràpides, talls d'espasa que fossin durs i ràpids per a l'impacte visual i per donar ens mostra l'energia i l'emoció de les batalles mentre els herois tallen xifra rere xifra. | » |

## Producció
Sword of Vengeance va ser produïda per Vertigo Films i Red Production, "que té una llarga tradició de cooperació amb produccions estrangeres". La productora de Vertigo, Huberta Von Liel va assenyalar que, excepte uns quants actors destacats, el director i el director de fotografia, tots els altres implicats. uns 150 repartidors i equips eren de Sèrbia.

### Antecedents
Jim Weedon va començar la seva carrera com a muntador de pel·lícules i Ridley Scott va animar a provar de dirigir. Si bé Sword of Vengeance va ser el seu primer llargmetratge, aquest es va fer "després de tallar-se les dents editant vídeos musicals i anuncis de televisió." Havia guanyat premis pel seu treball anterior. Weedon es va acostar a Von Liel, que li va preguntar si li interessaria fer un drama de venjança d'època: "Estava increïblement interessat en l'oportunitat, però també en el fet que Vertigo Films em permetés un control creatiu total visualment".

### Escriptura i caracterització
Quan Julian Unthank es va unir al projecte per desenvolupar el guió, ell i Weedon "va reduir el diàleg al mínim, cosa que es va utilitzar bastant als Spaghetti Westerns".
| « | No volíem que la pel·lícula caigués en el tropes cinematogràfiques estàndard, tot i que el guió és una premissa bàsica de venjança, volíem que la història es desenvolupés en una prosa més inesperada, especialment el final. També volia que el nostre heroi fos un antiheroi, més que l'home que salva el dia. El seu caràcter, encara que en conflicte, intenta expiar els seus pecats, però arriba massa tard, però, la seva absolució d'Anna a l'escena final li permet trobar pau i consol en el seu camí escollit de venjança. | » |

### Disseny
Estèticament, Weedon va apostar pel que va anomenar un "enfocament de desviació del lleixiu" per a la graduació "per aconseguir molt poc color a la pel·lícula". El vestuari va ser dissenyat per ser "silenciat", treballant amb blaus, grisos i negre; "l'únic color real que passa són els tons inherents de la pell que portaven els herois." La paleta de colors ja baixa de la pel·lícula es va accentuar amb la fotografia principal que tenia lloc a l'hivern, ja que Jennie Kermode assenyala; tot sembla fosc, el cel d'un "gris miserable" i la terra "dura i inflexible". Weedon va dir que volia que la pel·lícula "sembrés i fes olor de l'edat fosca".
Tots els aspectes de la pel·lícula, des d'ubicacions fins a la roba, havien de semblar gastats, colpejats i trencat. Vaig disparar a alguns venedors a Sèrbia i vaig trobar que tenien un equip molt talentós a tots els departaments. Milos Djukelic acabava de coproduir Ironclad 2, així que avançava pel que fa als requisits que necessitàvem per crear aquest món dur i premonitori.

### Filmació i edició
L'exploració d'ubicacions es va dur a terme el juliol de 2013. Sword of Vengeance es va rodar en trenta dies en quatre ubicacions de Sèrbia. Aquests van ser el bosc de Bojčinska Šuma, a la zona de Progar de Belgrad, així com la fortalesa de Kalemegdan, Deliblato i Pancevo Reva. Weedon va dir que va perdre mitja pedra (set lliures) les primeres quatre setmanes del programa de rodatge, que era de cinc a sis dies a la setmana, amb un temps dur, vadejant pel fang cada dia, i més tard nevava: "els dies i les nits es passaven fins als genolls en el fang que a l'alba era perillosament gel gelat i a mig matí una massa fangosa que era igualment dura." No obstant això, la part més difícil van ser en realitat els dos primers dies:
| « | De manera ridícula, vam decidir rodar la seqüència d'obertura que implicava efectes de pluja, cavalls, acrobàcies i pròtesis. Van ser els dos primers dies de la tripulació junts, de sobte estem sota la pluja amb actors que no poden muntar, cavalls que no s'aturaran, actors que entren en hipertèrmia i membres protèsics que es neguen a separar-se correctament, afegeix-hi. acrobàcies que només es podien repetir de tres a quatre vegades, sang que no brollaria prou i la grua d'obertura entrava en escena que no deixava de trencar-se. Em vaig preguntar com dimonis m'he ficat en aquest embolic. | » |

Weedon va descriure l'edició de la pel·lícula amb Tom Boulding com "increïblement ràpida".

### So i música
Amb tan pocs diàlegs a la pel·lícula, va correspondre al dissenyador de so, Roland Heap, i al compositor, Stephen Hilton, "transmetre el no dit". Weedon volia que el públic tingués un "passeig musical en muntanya russa": "El so és una part integral del meu treball comercial i una cosa que sempre crea allò inesperat a les imatges."

## Llançament i recepció
L'estrena mundial d'Sword of Vengeance va tenir lloc al XLVII Festival Internacional de Cinema Fantàstic de Catalunya, on estava en competició, el 10 d'octubre de 2014. Es va estrenar a Sèrbia el 5 de març de 2015 al Festival Internacional de Cinema de Belgrad. L'estrena al cinema britànic no va seguir fins al 29 de maig.

### Mitjans domèstics i streaming
Sword of Vengeance ha estat disponible en DVD i DVD/Blu-ray (Well Go USA Entertainment, Universal Studios Home Entertainment) i en serveis de streaming (Google Play, iTunes, Hulu) des de maig de 2015.

### Resposta crítica

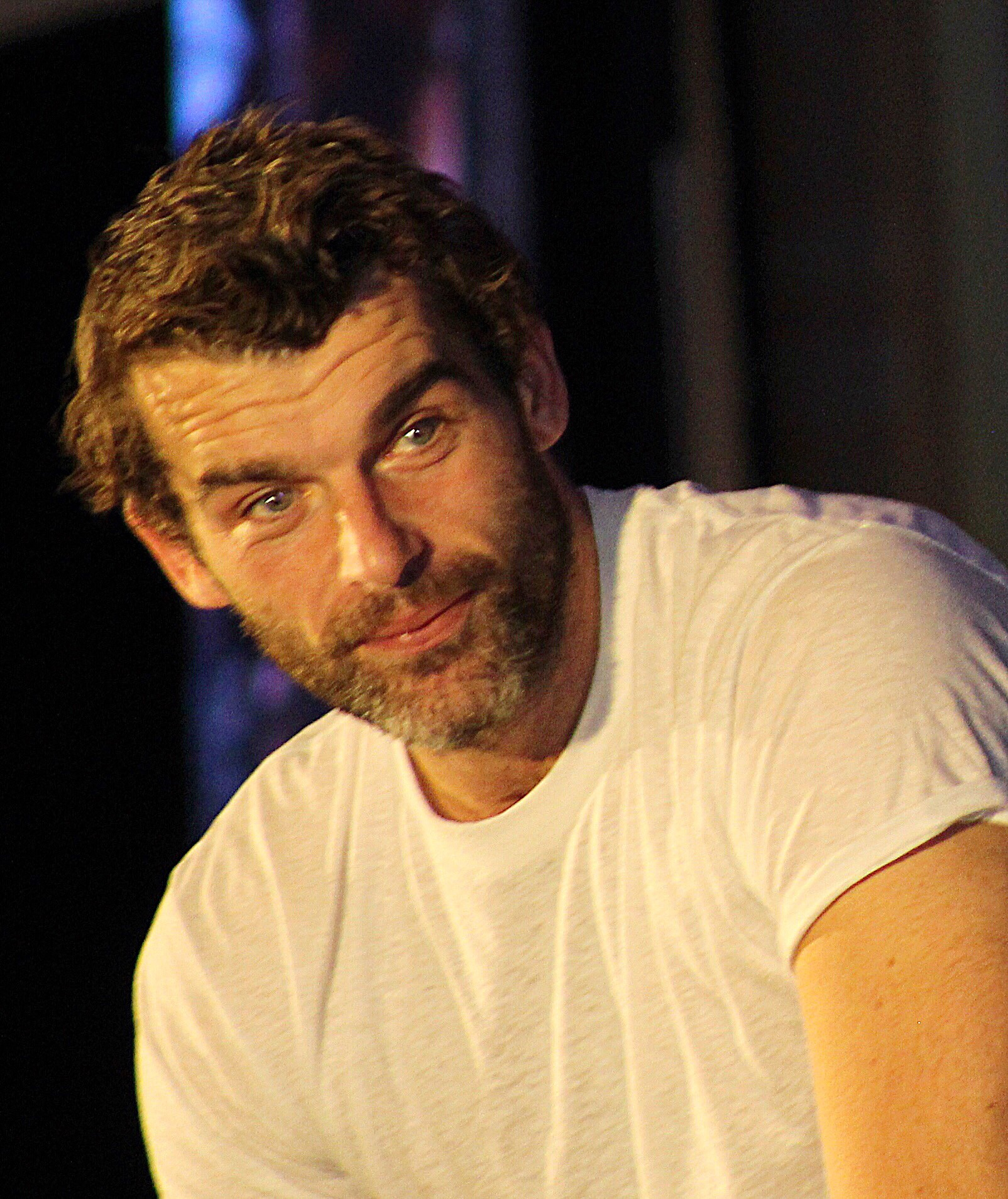
Stanley Weber el 2018

L'agregador de ressenyes Rotten Tomatoes assigna a Sword of Vengeance una puntuació del 13% basada en vuit ressenyes. Els crítics van elogiar les escenes de lluita i l'actuació de Stanley Weber, però va trobar que la pel·lícula mancava d'una altra manera, tot i que reconeixia al mateix temps que les seqüències de lluita serien gaudides pels aficionats al cinema d'acció.
La crítica d'Allan Hunter després de l'estrena mundial a Sitges va marcar el to de la crítica l'any 2015:
| « | L'única cosa que sembla que falta és una història original i uns diàlegs decents... Shadow Walker de Stanley Weber està molt en la tradició d'Eastwood fins a l'escurçament dels ulls i la peça semblant a un ponxo s'envolta sobre les seves espatlles. És un home sense nom, però un perruquer notablement bon per mantenir aquells cornrows immaculats... La trama és bastant bàsica però amb un cert estil per Weedon... La seva visió d'Anglaterra és desolada, opressiva i uniformement monocroma. De vegades sembla com si l'únic color de la paleta del director de fotografia August Jakobsson fos el carmesí de la sang fresca. Tot i que hi ha molta sang, mentre es tallen les extremitats, es tallen les gola i els ulls es treuen amb alegre abandonament. Weedon ho manté ajustat i sobrat, però els vertaders inconvenients són la trama cansada i el diàleg cursi. | » |

Frank Scheck, que escriu a The Hollywood Reporter, opina que el títol "pràcticament ho diu tot": hi ha "prou baralles d'espases, extremitats tallades, colls tallats i diàlegs nus per satisfer els aficionats al gènere tot i que pràcticament no van oferir alguna cosa d'interès per a ningú més"; la pel·lícula, tot i que "admirablement elegant", té la sensació d'un videojoc ambientat al segle XI. Stanley Weber destaca entre el repartiment, "fins i tot va aconseguir que declaracions com "La venjança és la meva única creença" sonen convincents". els actors aparentment als quals se'ls va demanar que fessin llargues pauses entre cada línia" i "gran part del repartiment" semblen tenir accents com el de Tommy Wiseau. Ernest Hardy de The Village Voice va dir que la pel·lícula "aconsegueix la seva marca de ser una pel·lícula d'acció de crispetes".
James Luxford de Radio Times va dir que hi ha una "senzillesa brutal en l'acció que agradarà a alguns", però, en cas contrari, Sword of Vengeance "sembla estirada fins i tot per a una pel·lícula relativament curta". Jennie Kermode va assignar a la pel·lícula 2 estrelles de 5, dient que les escenes de lluita eren desiguals, però: "El treball de Weber està acuradament coreografiat i agradarà als aficionats a les pel·lícules de lluita encara que de vegades es pren llibertats amb la física. Això és important perquè realment no hi ha gaire cosa més a la pel·lícula." Geoffrey Macnab de The Independent va coincidir: "Les seqüències d'acció ritualitzada funcionen prou bé. És una llàstima que els cineastes no prestin tanta atenció a la trama com al disseny de la pel·lícula." Mike McCahill, escrivint per The Guardian, va trobar la pel·lícula "perversament observable" i "modesta diversió post-pub" mentre que és un Game of Thrones "de baix pressupost", almenys millora l'esforç anterior dels seus productors; el "risible" Hammer of the Gods.
Els crítics a Time Out i The Daily Star van caracteritzar la pel·lícula com una slasher" "tonta".